# Villefavard
Villefavard ist eine französische Gemeinde im Département Haute-Vienne in der Region Nouvelle-Aquitaine. Sie gehört zum Arrondissement Bellac und zum Kanton Châteauponsac.

## Geografie
Die Gemeinde Villefavard liedt an der Semme, etwa 15 Kilometer nordöstlich von Bellac. Sie grenzt im Norden an Dompierre-les-Églises, im Osten an Châteauponsac, im Süden an Rancon, im Westen an Droux und im Nordwesten an Magnac-Laval (Berührungspunkt).

## Bevölkerungsentwicklung
| Jahr                       | 1962 | 1968 | 1975 | 1982 | 1990 | 1999 | 2008 | 2013 | 2020 |
| Einwohner                  | 313  | 279  | 236  | 240  | 182  | 181  | 158  | 155  | 162  |
| Quellen: Cassini und INSEE |      |      |      |      |      |      |      |      |      |

## Sehenswürdigkeiten
- Kirche Saint-Julien et Saint-Martial

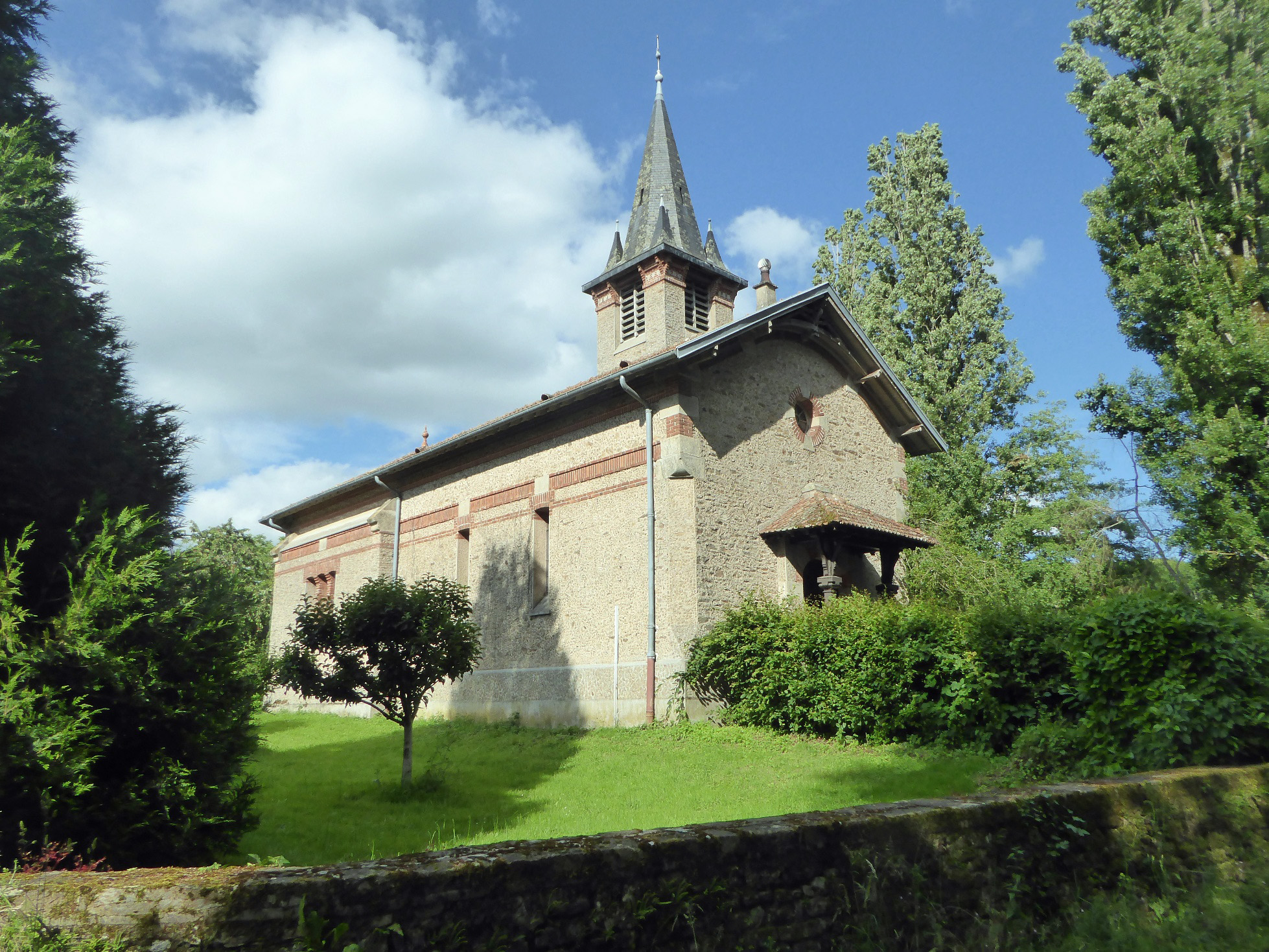
Protestantische Kirche

- Protestantische Kirche
- Pfarrhaus im Weiler La Solitude
- Wasserturm